# Korzak czarniawy

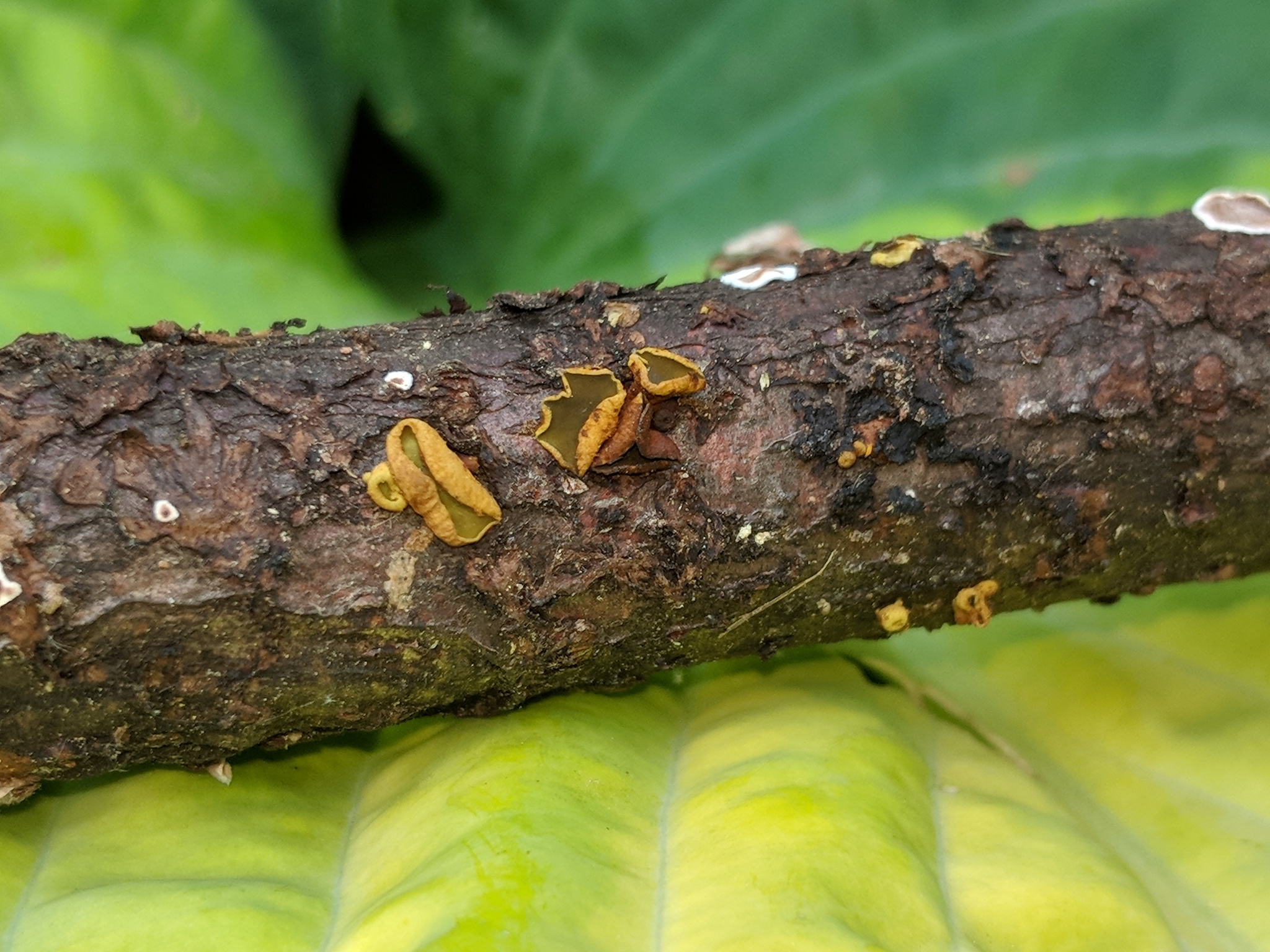

Korzak czarniawy (Ionomidotis fulvotingens (Berk. & M.A. Curtis) E.K. Cash) – gatunek grzybów należący do rodziny Cordieritidaceae.

## Systematyka i nazewnictwo
Pozycja w klasyfikacji według Index Fungorum: Ionomidotis, Cordieritidaceae, Helotiales, Leotiomycetidae, Leotiomycetes, Pezizomycotina, Ascomycota, Fungi.
Po raz pierwszy opisali go w 1875 r. Miles Joseph Berkeley i Moses Ashley Curtis, nadając mu nazwę Cenangium fulvotingens. Obecną nazwę nadała mu Edith Katherine Cass w 1939 r.
Polską nazwę zarekomendowała Komisja ds. Polskiego Nazewnictwa Grzybów w 2021 r.

## Morfologia
Owocniki typu apotecjum o kształcie płaskiej miseczki z nieco zagiętym do wewnątrz brzegiem. Mają średnicę 1,5–2,3 mm i występują gromadnie lub pojedynczo. Pod wpływem jodu barwią się na ciemnobrązowo lub purpurowo. Zwykle są siedzące, trzon jeśli jest, to bardzo krótki. Powierzchnia górna (hymenium) o barwie od żółtej przez zieloną do czarnej, dolna tej samej barwy, po wyschnięciu pomarszczona. Zewnętrzna część owocnika zbudowana z wielokątnych komórek o grubości 25–34 μm, zanurzonych w galaretowatej substancji; komórki te są wydłużone do prostokątnych, o osiach prostopadłych do powierzchni zewnętrznej i niemal szklistych ścianach. Trzon zbudowany z różnokształtnych strzępek o grubości 11–44 μm, również zanurzonych w galaretowatej substancji. Strzępki te są niemal równoległe do powierzchni zewnętrznej i mają niemal szkliste ściany. Subhymenium słabo rozwinięte, zbudowane z różnokształtnych strzępek o grubości 0–5 μm. Worki 8-zarodnikowe, maczugowate, nieamyloidalne, 45–48 × 3,7–4,0 μm, zanurzone w galaretowatej substancji. Askospory kiełbaskowate do pręcikowatych, ułożone w dwóch nieregularnych rzędach, 5,1-6,0 × 1,4–1,5 μm. Parafizy nitkowate, proste, o szerokości 1,0–1,8 μm, wystające powyżej worka na 4–7 μm, zanurzone w galaretowatej substancji.

## Występowanie i siedlisko
Podano stanowiska Ionomidotis fulvotingens w Ameryce Północnej, Europie i Azji. Brak go w wykazie workowców Polski opublikowanym przez M.A. Chmiel w 2006 r., ale znaleziono jego stanowiska później.
Grzyb nadrzewny, saprotrof.